# Diastylis fimbriata
Diastylis fimbriata är en kräftdjursart som beskrevs av Sars 1873. Diastylis fimbriata ingår i släktet Diastylis och familjen Diastylidae. Inga underarter finns listade i Catalogue of Life.